# 3368 Данкомб
3368 Данкомб  (3368 Duncombe) — астероїд головного поясу, відкритий 22 серпня 1985 року.
Тіссеранів параметр щодо Юпітера — 3,055.